# Limia versicolor
Limia versicolor är en fiskart som först beskrevs av Günther, 1866.  Limia versicolor ingår i släktet Limia och familjen Poeciliidae. Inga underarter finns listade i Catalogue of Life.